# Dactylosphaerium
Dactylosphaerium – rodzaj ameb należących do gromady Discosea wchodzącej w skład supergrupy Amoebozoa. Przynależność tej rodziny do rzędu Dactylopodida jest niepewna.
Należą tutaj następujące gatunki:
- Dactylosphaerium acuum Schaeffer, 1926[2]
- Dactylosphaerium vitraeum Hertwig i Lesser, 1874[3]